# Ferdinand Röntgen
Ferdinand Röntgen (* 30. Dezember 1896 in Barmen; † 27. Januar 1966 in Bayreuth) war ein deutscher Maler und Grafiker.
Ferdinand Röntgen studierte 1913 bei Gustav Wiethüchter an der Kunstgewerbeschule Barmen. Zum Kriegsdienst eingezogen, diente er als Luftschiffer; die Aufenthalte in 800 bis 1000 Meter Höhe beschreibt er später als „unvergessene Eindrücke, die meine künstlerische Entwicklung entscheidend beeinflussten“. Nach Kriegsende nahm er das Studium in Barmen wieder auf und lebte dort ab 1924 als freischaffender Künstler. Er war mit Walter Gerber, Kurt Nantke und Richard Paling Begründer der Künstlergruppe Die Wupper. Mehrere Studienreisen, unter anderem mit Nantke und Paling, führten ihn in die Normandie, die Bretagne und nach Italien. Er schloss sich der Rheinischen Sezession an.  1937 als entartet verfemt, fand er von 1941 bis 1945 Arbeit als Bühnenbildner beim Landestheater in Piła/Schneidemühl. 1943 kam er bei einem zweimonatigen Gastspiel erstmals nach Bayreuth, wo er sich nach 1945 mit seiner Familie niederließ. In Nachbarschaft zum Grünen Hügel improvisierte er eine Baracke, die „Hundinghütte“ als Unterkunft. Dieser Behelfsbau wurde zum Treffpunkt der Bayreuther Künstler und zur Keimzelle der Freien Gruppe Bayreuth, einer Künstlervereinigung, die ab 1951 jährlich Ausstellungen regionaler Kunst organisierte.
Aus der Wuppertaler Zeit haben sich unter anderem Mappenwerke mit Illustrationen zum „Golem“ von Gustav Meyrink und E. T. A. Hoffmanns Novelle „Der goldne Topf“ erhalten, beide heute im Von der Heydt-Museum.
Ferdinand Röntgen war ein Urgroßneffe des Entdeckers der Röntgenstrahlung Wilhelm Conrad Röntgen.